# سیمونا هالپ
سیمونا هالِپ (تلفظ رومانیایی: [siˈmona haˈlep]؛ زاده ۲۷ سپتامبر ۱۹۹۱) یک تنیس باز حرفه‌ای رومانیایی است. او دو بار بین سال‌های ۲۰۱۷ تا ۲۰۱۹، در مجموع ۶۴ هفته، در رده‌بندی ۱ انفرادی جهان قرار گرفته است که در تاریخ رده‌بندی انجمن تنیس زنان (WTA) در رتبه یازدهم قرار دارد. هالپ شماره ۱ پایان سال ۲۰۱۷ و ۲۰۱۸ بود. او دو عنوان انفرادی گرند اسلم را کسب کرده است: اوپن فرانسه ۲۰۱۸ و مسابقات قهرمانی ویمبلدون ۲۰۱۹. از سال ۲۰۱۴ تا ۲۰۲۱، هالپ برای ۳۷۳ هفته متوالی در رده ۱۰ تیم برتر قرار گرفت که هشتمین دوره طولانی در تاریخ WTA است. در طول این دوره هفت ساله، او هر سال را با رتبه ۴ پایین‌تر به پایان رساند. او ۲۴ عنوان انفرادی تور WTA را به دست آورده و ۱۸ بار نایب قهرمان شده است.